# Tricypha pseudotricypha
Tricypha pseudotricypha là một loài bướm đêm thuộc phân họ Arctiinae, họ Erebidae.